# Ночная фиалка

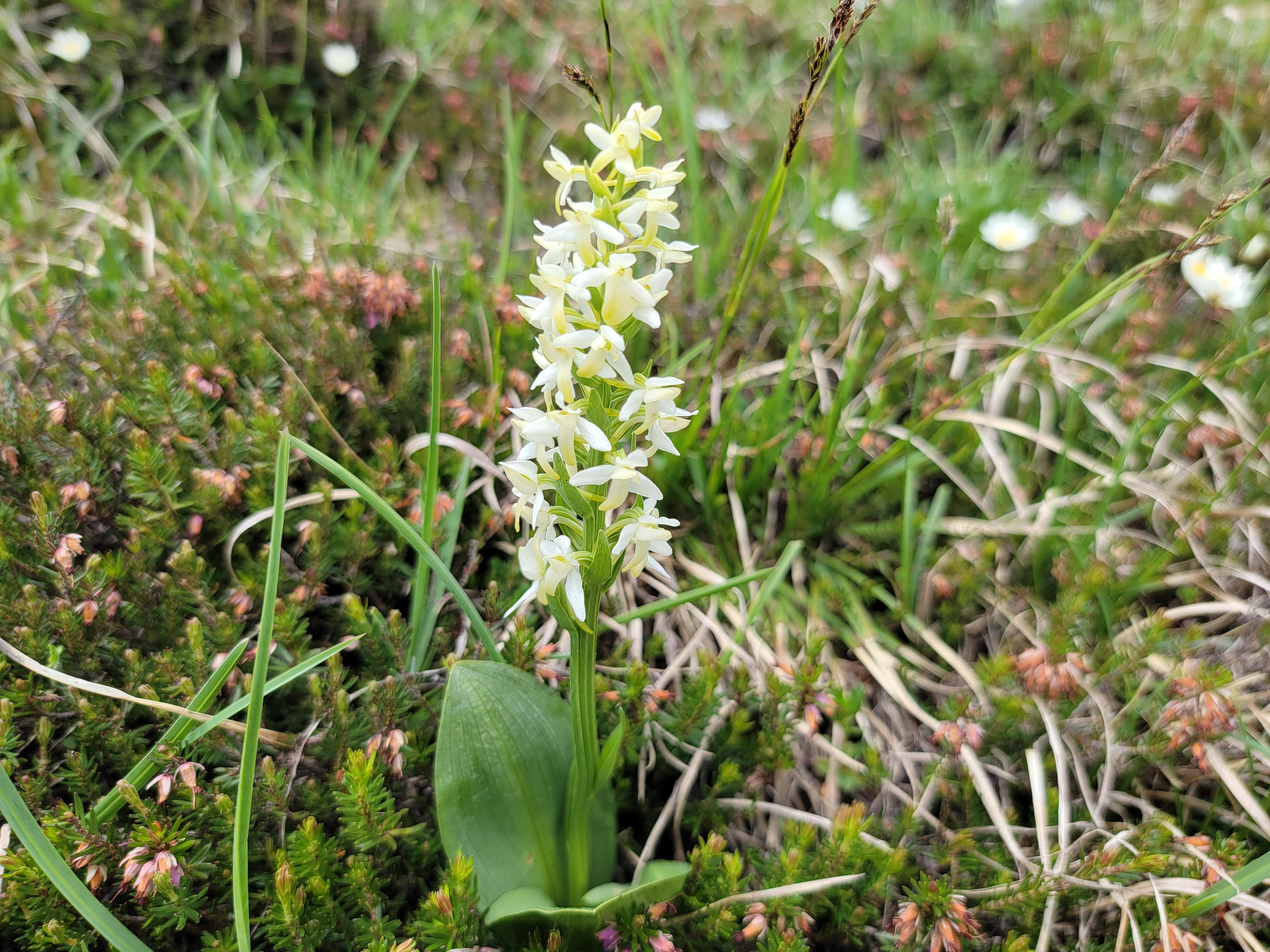
Ночная фиалка

Ночна́я фиа́лка (фиалка, цветущая ночью) — обиходное народное, а также диалектное и литературное название для нескольких растений, чаще всего — лю́бки двули́стной или просто лю́бки (лат. Platanthera bifolia), дикорастущей орхидеи с белыми или беловатыми цветами, не только не имеющей к фиалкам никакого отношения, но и не похожей на них.
Под названием «ночная фиалка» в разных местностях и диалектах может иметься в виду также несколько других растений, в основном из семейства Капустные, большинство из которых не только не родственно, но и ничем не напоминает любку двулистную. Между тем, во многих ненаучных текстах, если автор напрямую не называет растение или не упоминает о его характерных отличительных признаках, бывает затруднительно определить, какая именно ночная фиалка имеется в виду. Особенно двусмысленность усиливается, когда в тексте упоминаются сиреневые или фиолетовые цветы, вероятнее всего, по близкой ассоциации с привычным цветом фиалок.

## Основные таксоны
- Ночная фиалка[1] или любка[2] (лат. Platanthera)[3] — распространённое обиходное название Любки двулистной[4], травянистого растения из семейства Орхидные, широко известного и традиционно мифологизированного цветка с очень сильным ночным запахом.
- Ночная фиалка (прямым переводом с нем. Nachtviole) или гесперис (лат. Hesperis) — распространённое садоводческое название[5] вечерницы[6], в особенности, вечерницы ночной фиалки (лат. Hesperis matronalis) из семейства капустные (крестоцветные),[6] аромат цветков которой усиливается в вечернее время.
- Ночная фиалка или доба ночная (лат. Hesperis tristis) — вечерница мрачная, один из видов вечерницы мрачной с зеленоватыми цветами, распространённый в южной России,[6] сильно пахучее растение, аромат которого проявляется только к вечеру и ночью.
- Ночная фиалка или гесперис (лат. Hesperis) — второе русское научное название рода вечерница в целом[7]:240, в том числе, вечерницы густоволосистой и сибирской.
- Ночная фиалка или левкой двурогий[8] или маттиола двурогая[9] (лат. Matthiola bicornis)[10], вид в настоящее время признан подвидом левкоя длиннолепесткового (Matthiola longipetala subsp. bicornis (Sm.) P.W.Ball)[11] — садовое двулетнее или однолетнее растение, вид рода Левкой (Matthiola) также из семейства капустные с душистыми лиловыми цветками, которые открываются вечером.
- Ночная фиалка или левкония полевая (лат. Oenothera biennis)[12] — одно из народных названий ослинника двулетнего, травянистого красивоцветущего растения из семейства Кипрейные или ослинниковые (лат. Onagraceae) с ярко-жёлтыми цветами, иногда светящимися ночью.

## Галерея ночных фиалок

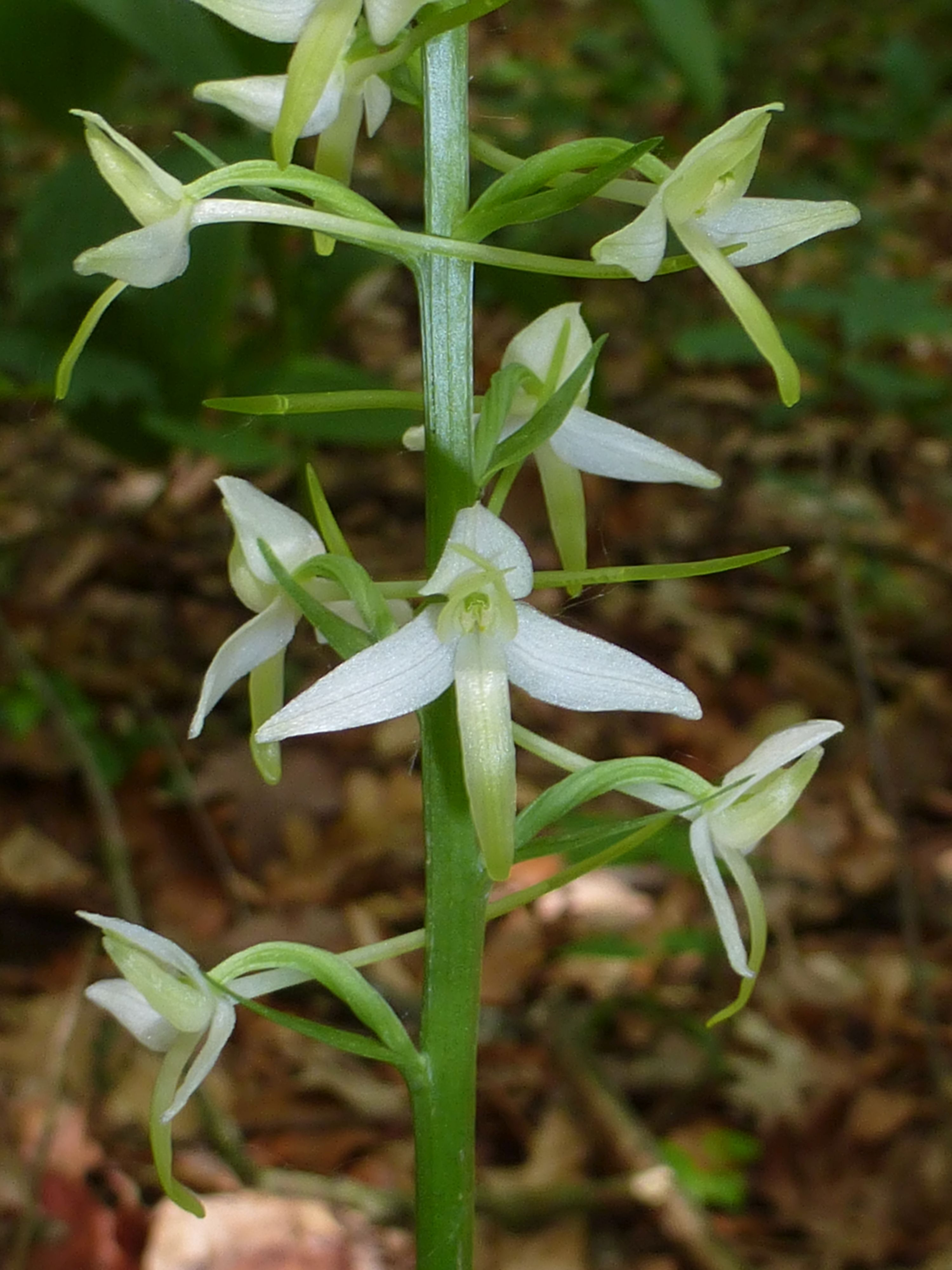
Любка двулистная (Platanthera bifolia)
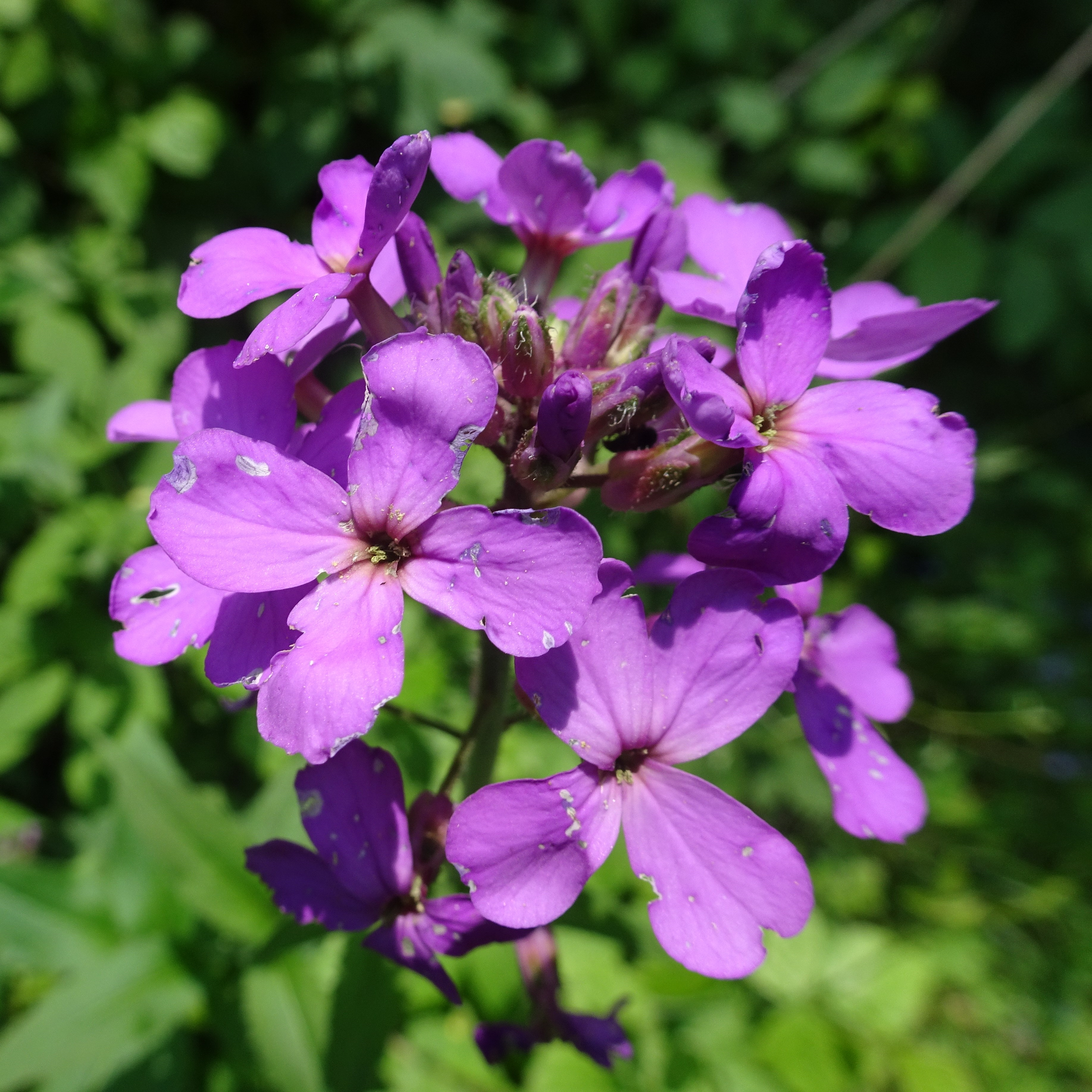
Вечерница женская (Hesperis matronalis)
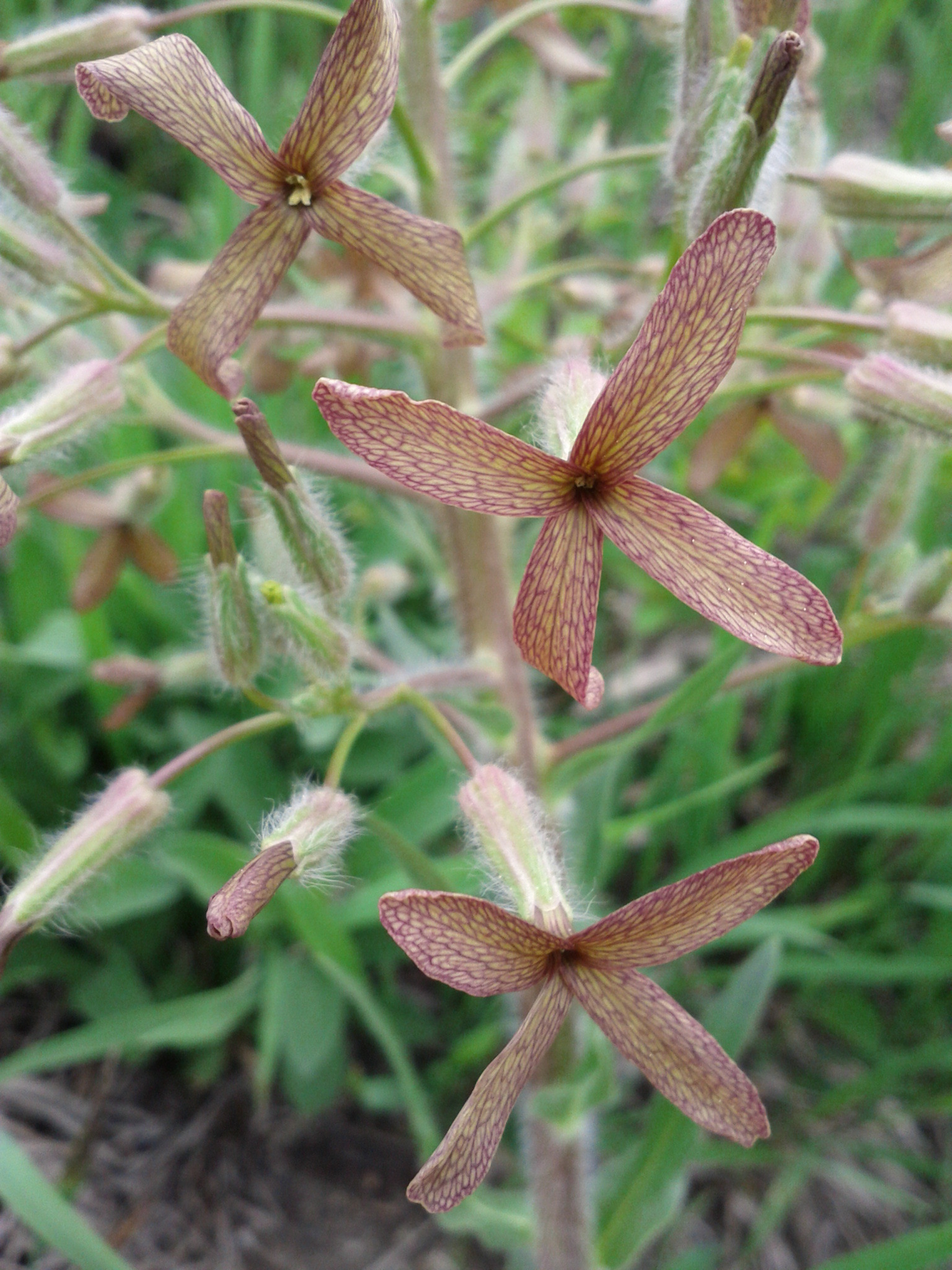
Вечерница мрачная (Hesperis tristis)
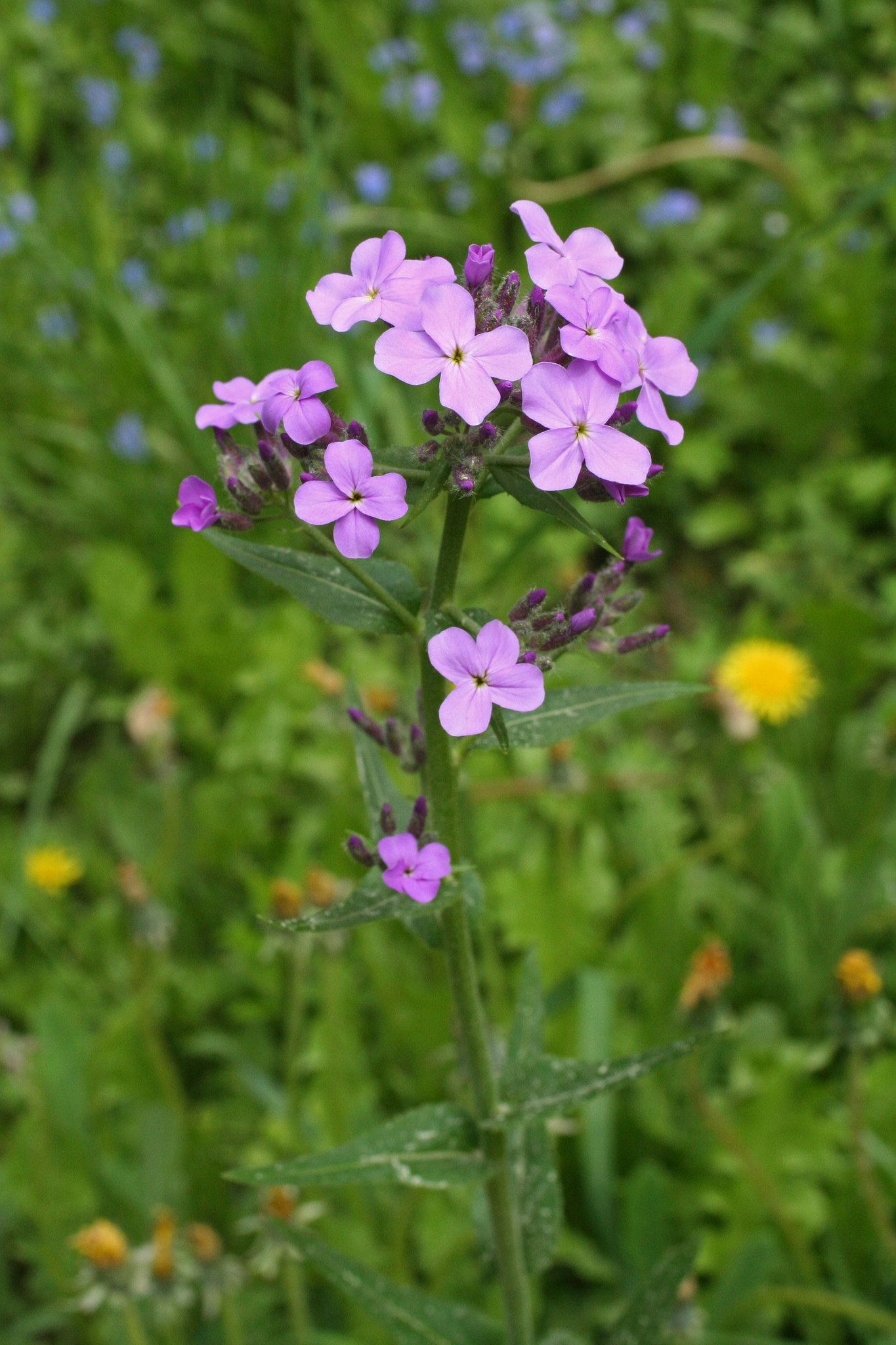
Вечерница (род) (Hesperis sibirica)
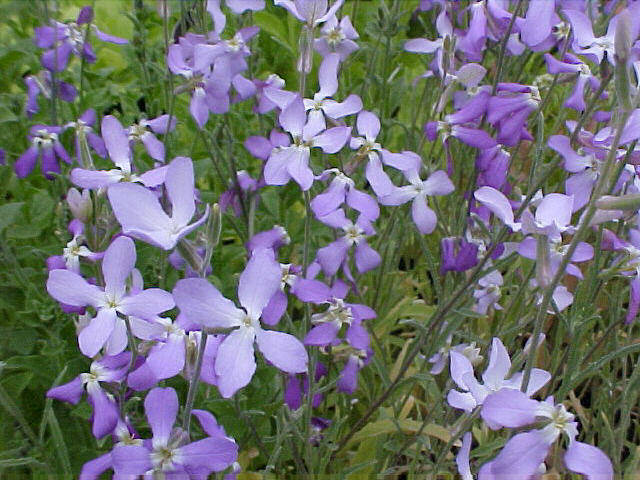
Левкой длиннолепестный (Matthiola longipetala)
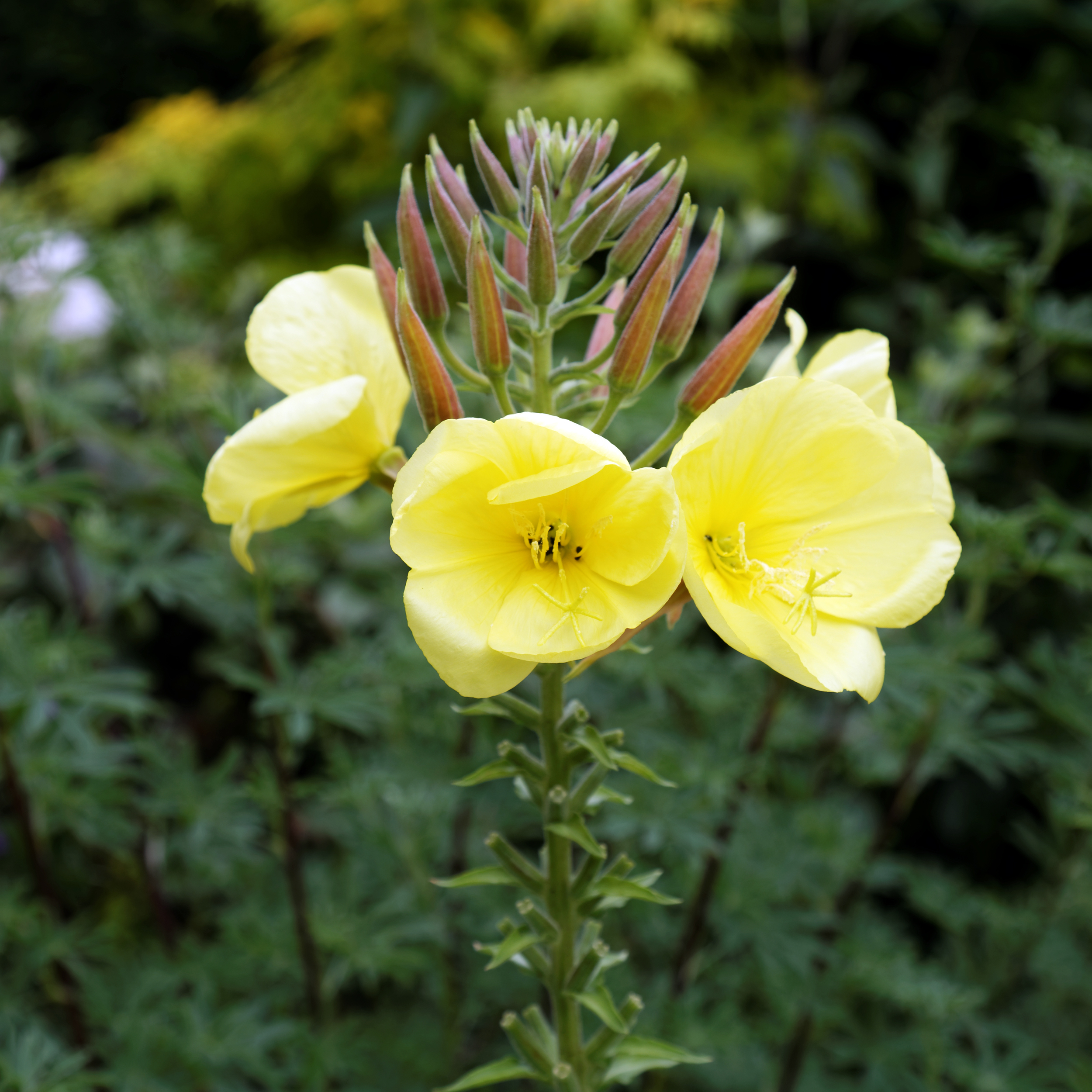
Ослинник двулетний (Oenothera biennis)